# Alexandra Salmela
Alexandra Salmela (z domu Balážová, ur. 7 listopada 1980 w Bratysławie) – pisarka pochodząca ze Słowacji. Mieszka z mężem i dziećmi w fińskim Tampere. Swoje książki piszę w języku fińskim i słowackim.

## Życiorys
Studiowała dramaturgię teatralną na Akademii Sztuk Scenicznych w Bratysławie, a następnie uzyskała tytuł magistra filologii i języka fińskiego na Uniwersytecie Karola w Pradze.
Zadebiutowała opowiadaniem Real Real Immigrant Blues, które napisała na konkurs dla pisarzy dla których fiński nie jest językiem ojczystym. Opowiadanie zostało opublikowane w antologii wydanej w 2009 roku.
W 2010 roku za debiutancką powieść napisaną w języku fińskim 27, czyli śmierć tworzy artystę (fin. 27 eli kuolema tekee taiteilijan) została nominowana do literackiej nagrody Finlandia, pomimo że była to nagroda tylko dla pisarzy fińskich. Fińska Fundacja Książki nie pozbawiła jej tego wyróżnienia, lecz zmieniła regulamin przyznawania nagrody dopuszczając wszystkie książki napisane w języku fińskim, niezależnie od narodowości autora. W tym samym roku powieść otrzymała nagrodę literacką dziennika Helsingin Sanomat i została przetłumaczona na język słowacki, angielski, polski i inne. Słowackie tłumaczenie powieści dostało nominację do Nagrody Anasoft Litera.
W 2013 roku wydała pierwszą książkę dla dzieci Kirahviäiti ja muita hellmöjä aikuisia, która została nominowana do nagrody Arvida Lydeckena. Jej druga powieść Antisankari ukazała się w 2015 roku, która również otrzymała nominację do Nagrody Anasoft Litera.

## Twórczość
- 27, czyli śmierć tworzy artystę (WAB 2012)
- Kirahviäiti ja muita hellmöjä aikuisia (2013)
- Antisankari (Antybohater) (2015)
- Mimi és Liza